# Best of the Chrysalis Years
Best of the Chrysalis Years kompilacijski je album američkog punk rock sastava Ramones, koji je izašao u svibnju 2002. godine. Ova kompilacija sadrži skladbe sa studijskih albuma koje je objavila diskografska kuća Chrysalis Records: Brain Drain, Mondo Bizarro, Acid Eaters, ¡Adios Amigos! i jednog uživo, Loco Live. Album je izdao EMI International, a ponovo je objavljen 2004. pod imenom The Best of The Ramones.

## Popis pjesama
1. "Pet Semetary" - (Dee Dee Ramone/Daniel Rey)
2. "Don't Bust My Chops" - (Dee Dee Ramone/Joey Ramone/Daniel Rey)
3. "Ignorance Is Bliss" - (Joey Ramone/Andy Shernoff)
4. "Sheena Is a Punk Rocker (Uživo)" - (Joey Ramone)
5. "Teenage Lobotomy (Uživo)" - (The Ramones)
6. "Surfin' Bird (Uživo)" - (Al Frazier/Sonny Harris/Carl White/Turner Wilson)
7. "'Poison Heart" - (Dee Dee Ramone/Daniel Rey)
8. "Anxiety" - (Marky Ramone/Skinny Bones)
9. "Take It As It Comes" - (Jim Morrison/John Densmore/Robby Krieger/Ray Manzarek)
10. "Cretin Hop (Uživo)" - (The Ramones)
11. "Rockaway Beach (Uživo)" - (Dee Dee Ramone)
12. "I Wanna Be Sedated (Uživo)" - (Joey Ramone)
13. "Out of Time" - (Mick Jagger/Keith Richards)
14. "Somebody to Love" - (Darby Slick)
15. "Rock And Roll Radio (Uživo)" - (Joey Ramone)
16. "Blitzkrieg Bop (Uživo)" - (Tommy Ramone/Dee Dee Ramone)
17. "I Don't Wanna Grow Up" - (Tom Waits/Kathleen Brennan)
18. "Got A Lot To Say" - (C.J. Ramone)

## Vanjske poveznice
- discogs.com - Ramones - Best Of The Chrysalis Years